# جون إتش كوكرين
جون إتش كوكرين (بالإنجليزية: John H. Cochrane) هو اقتصادي أمريكي، ولد في 26 نوفمبر 1957 في شيكاغو في الولايات المتحدة.